# Sven Olov Karlsson
Karl Sven Olov Karlsson, född 30 juli 1971 i Norberg i Västmanland, är en svensk författare och journalist. 

## Författarskap
Debuten skedde med Italienaren 2003, en delvis självbiografisk roman som från början skrevs för att bearbeta känslorna efter faderns sjukdom och död. Angående det självbiografiska innehållet sade dock Sven Olov Karlsson att "Jag öste på med sanningar och lögner och våldsamma överdrifter och rent hittepå, långt bortom vad som kan kallas självbiografiskt."
År 2008 utkom hans andra roman, Amerikahuset. I pocketutgåvan av samma bok, som utgavs 2009, ingick även novellen En tur på sjön. År 2008 utkom även den fotoillustrerade reportageboken Svenska ödehus (tillsammans med Philip Pereira dos Reis). År 2011 gav de även ut en andra fotoillustrerad reportagebok tillsammans, Svenska ödehus 2.
Sedan hösten 2010 är Karlsson regelbunden frilansmedarbetare på Land Lantbruk, Expressens kultursidor, som litteraturkrönikör och recensent. Han är även kåsör hos Radio Västmanland.
Hans tredje roman Porslinsfasaderna utkom i april 2013, och nominerades till Augustpriset 2013 i kategorin Årets svenska skönlitterära bok. Juryns kommentar löd: "Med sin stadiga och glimrande prosa har Sven Olov Karlsson givit bygderomanen en plats i 2000-talet".
År 2015 kom hans första novellsamling, Västmanland, som nominerades till Tidningen Vi:s litteraturpris 2015. 
År 2017 utkom reportageboken Brandvakten. En bok om  den historiskt stora skogsbranden i Västmanland år 2014. Boken har beskrivits som "en av årets viktigaste böcker" och författaren har uppmärksammats för sin djupgående research -  "en journalistisk noggrannhet som imponerar". Brandvakten blev nominerad till Augustpriset i kategorin "Årets svenska fackbok".

## Stipendier och priser
- 2003 – Landsbygdens författarstipendium
- 2005 – Arbetsstipendium från Die Akademie der Künste in Berlin
- 2007 – Arbetsstipendium från Sveriges författarfond
- 2008 – Byggnads kulturstipendium från Svenska Byggnadsarbetareförbundet
- 2009 – Sven O. Bergkvist-priset från Arbetarnas bildningsförbund
- 2009 – Samfundet De Nios pris
- 2010 – Arbetsstipendium från Sveriges författarfond
- 2011 – Arbetsstipendium från Författarnas kopieringsfond[11]
- 2013 – Arbetsstipendium från Sveriges författarfond
- 2013 – Johan Hansson-stipendiet från Stiftelsen Natur & Kultur
- 2014 – Stipendium från Stiftelsen Natur & Kultur
- 2015 – Stipendium från Helge Ax:son Johnsons stiftelse[12]
- 2015 – Stipendium från Journalistfonden för vidareutbildning[13]
- 2016 – Stipendium från Stiftelsen Natur & Kultur
- 2017 – Stipendium från Helge Ax:son Johnsons stiftelse
- 2018 – Ivar Lo-priset
- 2020 – Samfundet De Nios Vinterpris
- 2020 –  Tidningen Vi:s litteraturpris[14]
- 2023 – Hedenvind-plaketten